# 普拉默 (明尼蘇達州)
普拉默（英語：Plummer）是一個位於美國明尼蘇達州紅湖縣的城市。

## 歷史
普拉默的郵局自1903年營運至今。奧克利得名自於當地建立兩座磨坊的查爾斯·A·普拉默（Charles A. Plummer）。

## 人口
根據2020年美國人口普查的數據，普拉默的面積為6.92平方千米，皆為陸地。當地共有人口276人，而人口密度為每平方千米40人。